# FIA WTCC amerikai nagydíj
A FIA WTCC amerikai nagydíj a Sonoma Raceway-en kerül megrendezésre Sonoma közelében, Kaliforniában. A 2012-es túraautó-világbajnokságon debütált. A versenyen a pályának a 4,032 km hosszú konfigurációját használják.

## Futamgyőztesek
| Év   | Versenyző                      | Gyártó    | Helyszín | Összefoglaló |
| ---- | ------------------------------ | --------- | -------- | ------------ |
| 2013 | 1. verseny : Tom Chilton       | Chevrolet | Sonoma   | Összefoglaló |
| 2013 | 2. verseny : Gabriele Tarquini | Honda     | Sonoma   | Összefoglaló |
| 2012 | 1. verseny : Yvan Muller       | Chevrolet | Sonoma   | Összefoglaló |
| 2012 | 2. verseny : Robert Huff       | Chevrolet | Sonoma   | Összefoglaló |